# (200116) 1996 AJ6
(200116) 1996 AJ6 es un asteroide perteneciente al cinturón de asteroides, descubierto el 12 de enero de 1996 por el equipo del Spacewatch desde el Observatorio Nacional de Kitt Peak, Arizona, Estados Unidos.

## Designación y nombre
Designado provisionalmente como 1996 AJ6.

## Características orbitales
1996 AJ6 está situado a una distancia media del Sol de 2,734 ua, pudiendo alejarse hasta 2,811 ua y acercarse hasta 2,658 ua. Su excentricidad es 0,028 y la inclinación orbital 4,039 grados. Emplea 1652,03 días en completar una órbita alrededor del Sol.

## Características físicas
La magnitud absoluta de 1996 AJ6 es 16,5. Tiene 3 km de diámetro y su albedo se estima en 0,049.